# Nicole Good
Pour les articles homonymes, voir Good.
Nicole Good, née le 1er janvier 1998, est une  skieuse alpine suisse.
Elle est championne du monde juniors du combiné en 2019.

## Biographie
Elle est la cadette d'une fratrie de quatre enfants qui a grandi à Pfäfers, dans le canton de St-Gall. Ses parents l'ont mise sur les skis pour la première fois à l'âge de deux ans et elle a toujours voulu devenir skieuse de compétition dès son plus jeune âge.
Le 24 février 2019 à Val di Fassa, elle est sacrée championne du monde juniors du combiné,,.
Cette même année, elle remporte la Coupe d'Europe de combiné, après avoir remporté l'épreuve des Diablerets en janvier.
En mars 2019 elle prend la 3e place des championnats de Suède de slalom à Hoch-Ybrig.
Début janvier 2022, elle marque ses premiers points en Coupe du monde en prenant la 23e place du slalom de Kranjska Gora.
En décembre 2022 elle remporte sa seconde victoire en coupe d'Europe en s'imposant dans le slalom de Valle Aurina. Fin mars 2023, elle est vice-championne de Suisse de slalom à Verbier.
A mi-décembre 2023, elle obtient sa troisième victoire en coupe d'Europe en remportant le slalom de Valle Aurina. A la fin de ce même mois elle décroche son premier top-10 en coupe du monde en prenant la 9e place di slalom de Lienz. Elle termine la saison à la seconde place du classement général de la coupe d'Europe de slalom. Fin mars 2024 elle est sacrée pour la première fois championne de Suisse de slalom à Lenzerheide. Début avril elles se blesse lors du super G des championnats de Suisse (commotion cérébrale, fracture au visage). 
Elle met fin à sa saison 2024-2025 après 3 courses, son pied la faisant toujours souffrir depuis sa chute des championnats de Suisse.

## Palmarès

### Coupe du Monde
- Première course : 21 novembre 2020, slalom de Levi, DNQ
- Premier top-30 : 9 janvier 2022, slalom de Kranjska Gora, 23ème
- Meilleur résultat : 9e au slalom de Lienz le 29 décembre 2023

| Saison / Épreuve | Saison / Épreuve | Général | Général | Slalom | Slalom | Géant  | Géant  | Super G | Super G | Combiné | Combiné |
| ---------------- | ---------------- | ------- | ------- | ------ | ------ | ------ | ------ | ------- | ------- | ------- | ------- |
| Saison / Épreuve | Saison / Épreuve | Class.  | Points  | Class. | Points | Class. | Points | Class.  | Points  | Class.  | Points  |
| 2022             | 2022             | 111e    | 14      | 46e    | 14     | -      | -      | -       | -       | -       | -       |
| 2023             | 2023             | 71e     | 67      | 29e    | 67     | -      | -      | -       | -       | -       | -       |
| 2024             | 2024             | 70e     | 79      | 27e    | 79     | -      | -      | -       | -       | -       | -       |

### Coupe d'Europe
- Première course et premier top-30 : 6 janvier 2016, slalom de Zinal, 28ème
- Premier top-10 : 10 décembre 2016, combiné de Kvitfjell, 7ème
- Premier podium : 7 décembre 2018, combiné de Kvitfjell, 3ème
- Première victoire : 29 janvier 2019, combiné des Diablerets

- 19 tops-10 dont 8 podiums et 3 victoires
- Première au classement de la saison du combiné en 2019

| Saison / Épreuve | Saison / Épreuve | Général | Général | Slalom | Slalom | Géant  | Géant  | Super G | Super G | Combiné | Combiné |
| ---------------- | ---------------- | ------- | ------- | ------ | ------ | ------ | ------ | ------- | ------- | ------- | ------- |
| Saison / Épreuve | Saison / Épreuve | Class.  | Points  | Class. | Points | Class. | Points | Class.  | Points  | Class.  | Points  |
| 2016             | 2016             | 137e    | 18      | 58e    | 18     | -      | -      | -       | -       | -       | -       |
| 2017             | 2017             | 58e     | 119     | 52e    | 29     | -      | -      | 28e     | 50      | 16e     | 40      |
| 2018             | 2018             | 99e     | 54      | -      | -      | -      | -      | 42e     | 25      | 16e     | 29      |
| 2019             | 2019             | 25e     | 308     | 34e    | 60     | 74e    | 10     | 14e     | 78      | 1re     | 160     |
| 2020             | 2020             | -       | -       | -      | -      | -      | -      | -       | -       | -       | -       |
| 2021             | 2021             | 75e     | 74      | 45e    | 36     | -      | -      | 25e     | 38      | -       | -       |
| 2022             | 2022             | 47e     | 163     | 21e    | 120    | -      | -      | 23e     | 43      |         |         |
| 2023             | 2023             | 23e     | 350     | 7e     | 258    | -      | -      | 22e     | 92      |         |         |
| 2024             | 2024             | 6e      | 454     | 2e     | 444    | -      | -      | 55e     | 10      |         |         |

### Championnats du monde juniors
| Épreuve / Édition          | Descente | Super G | Slalom géant | Slalom | Combiné | Team event |
| Mondiaux 2017 Åre          | -        | 18e     | -            | 6e     | 6e      | -          |
| Mondiaux 2018 Davos        | -        | 8e      | -            | 11e    | Abandon | -          |
| Mondiaux 2019 Val di Fassa | 19e      | 10e     | 12e          | 12e    | Or      | -          |

### Championnats de Suisse
Championne de slalom 2024
 Vice-championne de slalom 2023
 Troisième du slalom 2019